# بطولة كأس التحدي الآسيوي للكرة الطائرة للرجال 2018
كانت بطولة كأس التحدي الآسيوية للكرة الطائرة للرجال 2018 هي النسخة الافتتاحية من كأس التحدي الآسيوي وهي بطولة دولية للكرة الطائرة كل سنتين ينظمها الاتحاد الآسيوي للكرة الطائرة مع الاتحاد السريلانكي للكرة الطائرة (SLVF). أقيمت البطولة في كولمبو، سريلانكا في الفترة من يوم 15 إلى 21 أيلول 2018.

## المتأهلين

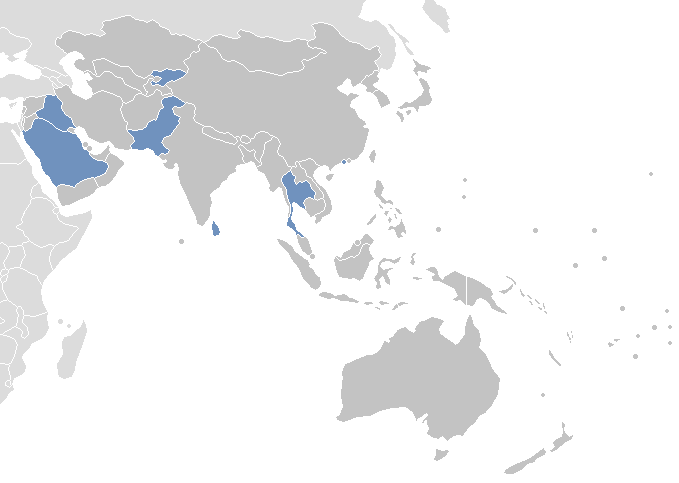

تأهلت الاتحادات الأعضاء الثمانية في الاتحاد الآسيوي للكرة الطائرة لكأس التحدي الآسيوي للرجال 2018. تأهلت سريلانكا كونها مضيف وتأهلت المنتخبات الثلاثة من بطولة 2017 للكرة الطائرة الآسيوية للرجال بينما تأهلت دخلت المنتخبات الأربعة حديثًا. كان المشاركون من أربعة اتحادات منطقة، بما في ذلك آسيا الوسطى (منتخبان) وشرق آسيا (منتخبان) وجنوب شرق آسيا (منتخب واحد) وغرب آسيا (ثلاثة منتخبات). انسحبت فيجي وأوزبكستان من البطولة.

### فرق مؤهلة
الفرق التالية تأهلت للبطولة.
| وسائل التأهيل     | المواليد | مؤهَل                     |
| ----------------- | -------- | ------------------------ |
| البلد المضيف      | 1        | سريلانكا                 |
| فرق آسيا الوسطى   | 1        | بنغلاديش                 |
| فرق آسيا الوسطى   | 1        | أوزبكستان                |
| فرق شرق آسيا      | 2        | هونغ كونغ                |
| فرق شرق آسيا      | 2        | منغوليا                  |
| فرق أوقيانوسيا    | 0        | فيجي                     |
| فرق جنوب شرق آسيا | 1        | ماليزيا                  |
| فرق غرب آسيا      | 3        | العراق                   |
| فرق غرب آسيا      | 3        | السعودية                 |
| فرق غرب آسيا      | 3        | الإمارات العربية المتحدة |
| المجموع           | 8        |                          |

## النتائج النهائية
| الترتيب | الفريق                   |
| ------- | ------------------------ |
| الأول   | العراق                   |
| الثاني  | السعودية                 |
| الثالث  | سريلانكا                 |
| 4       | بنغلاديش                 |
| 5       | الإمارات العربية المتحدة |
| 6       | هونغ كونغ                |
| 7       | ماليزيا                  |
| 8       | منغوليا                  |

| بطولة كأس التحدي الآسيوي للكرة الطائرة للرجال 2018 |
| -------------------------------------------------- |
| · العراق · للمرة 1st                               |

| 14 لاعب |
| صفاء لفته ماجد (c)، نمير شامل حسين ، حسام عبدالصمد، مصطفى غني حسين، مصطفى حميد جبار، عباس عبدالكريم، مرتضى زهير محمد، ساجت جلاب اسلام، علي مسلم أيمن، صالح فلاح محمد، لفته مجيد علي، عزيز محمد رياض، علي صاحب أبو شنان، مناف صابر أسامة |
| المدير الفني للمنتخب |
| علاء خلف |

## الجوائز
| - أفضل لاعب البخيت احمد - أفضل ضارب خلفي ديبثي روميش حوروسيت بيسواس - افضل مُعد هنيد جبار مصطفى | - افضل ضارب نمير شامل حسين - افضل بلوك وسط مجراش ابراهيم ساجت جلاب اسلام - افضل ليبرو لاكمال ويجيسكارا |

## روابط خارجية
- الاتحاد الآسيوي للكرة الطائرة